# منتخب ليختنشتاين لكرة القدم
منتخب ليختنشتاين لكرة القدم (بالألمانية: Liechtensteinische Fussballnationalmannschaft) هو ممثل إمارة ليختنشتاين الرسمي في رياضة كرة القدم, تأسست الرابطة الليختنشتاينية لكرة القدم (بالألمانية: Liechtensteiner Fussballverband) عام 1934 ولقد كانت أول مباراة غير رسمية للمنتخب الليختنشتايني أمام نظيره المالطي في سيئول عاصمة كوريا الجنوبية، وانتهى كِلا المنتخبين بالتعادل الإيجابي 1-1 في عام 1981, أما عن أول مباراة رسمية فقد حدثت بعد ذلك بعامين والتي انتهت بخسارته 0-1 من نظيره السويسري. ولقد كان أكبر ربح لمنتخب ليختنشتاين 4-0 على حساب نظيره اللوكسمبورغي في المباريات المؤهلة لكأس العالم 2006 والتي أقيمت في 13 أكتوبر 2004 والتي كانت أول مكسب له خارج أرضه كما كانت أول مكسب له في تصفيات كأس العالم لكرة القدم أيضاً ولقد عانى المنتخب الليختنشتايني من أكبر خسائره على الإطلاق في سنة 1996، أثناء تصفيات كأس العالم 1998 حيث مني بخسارة 11-1 أمام نظيره المقدوني.

## وصلات خارجية
- قائمة بيانات المنتخب من الموقع الرسمي للفيفا باللغة العربية